# 4210 Isobelthompson
4210 Isobelthompson је астероид главног астероидног појаса са средњом удаљеношћу од Сунца која износи 2,986 астрономских јединица (АЈ).
Апсолутна магнитуда астероида је 11,9.